# Jakob Resch
Jakob Resch (...) è un ex bobbista tedesco.

## Biografia
Viene ricordato come vincitore di una medaglia di bronzo nella sua disciplina, ottenuta ai campionati mondiali del 1977 (edizione tenutasi a St. Moritz, Svizzera) insieme ai suoi connazionali Fritz Ohlwärter, Walter Barfuss e Herbert Berg
Nell'edizione l'oro andò all'altra nazionale tedesca. Nel 1978 vinse un'altra medaglia di bronzo nel bob a due.